# Under the Sea ~ Journey of the Little Mermaid
Under the Sea ~ Journey of the Little Mermaid (Magic Kingdom) en The Little Mermaid ~ Ariel's Undersea Adventure (Disney California Adventure Park) zijn darkrides in de Amerikaanse attractieparken Magic Kingdom en Disney California Adventure Park.
De darkrides hebben als thema het sprookje De kleine zeemeermin. Tijdens de 6:15 minuten durende rit met het Omnimoversysteem, in schelpvormige voertuigen, worden bezoekers door een onderwaterwereld geleid, waarin figuren de gelijknamige Disney-film uit 1989 worden uitgebeeld. Zo zijn er een aantal animatronics van Ariël, Prins Eric en Ursula te vinden.

## Geschiedenis
In de jaren 90 van de 20e eeuw had Walt Disney Imagineering plannen om darkrides omtrent de Kleine Zeemeermin te realiseren in Disneyland Paris, het Magic Kingdom, Tokyo Disneyland en Hong Kong Disneyland. Van deze plannen is er uiteindelijk geen een uitgevoerd. Uiteindelijk besloot men om een darkride omtrent hetzelfde thema te realiseren in het Disney California Adventure Park als onderdeel van de 'herinrichting' van het park dat sinds 2000 plaatsvond. Op 3 juni 2011 opende The Little Mermaid ~ Ariel's Undersea Adventure als vervanger van de attractie Golden Dreams in het themagebied Pixar Pier.
In september van 2009 bracht Walt Disney Imagineering de plannen voor de uitbreiding en herinrichting van het themagebied Fantasyland naar buiten. De bouw van een Kleine Zeemeermin darkride werd hierbij ook bekend gemaakt. De darkride opende 6 december 2012 onder de naam Under the Sea ~ Journey of the Little Mermaid.

## Afbeeldingen

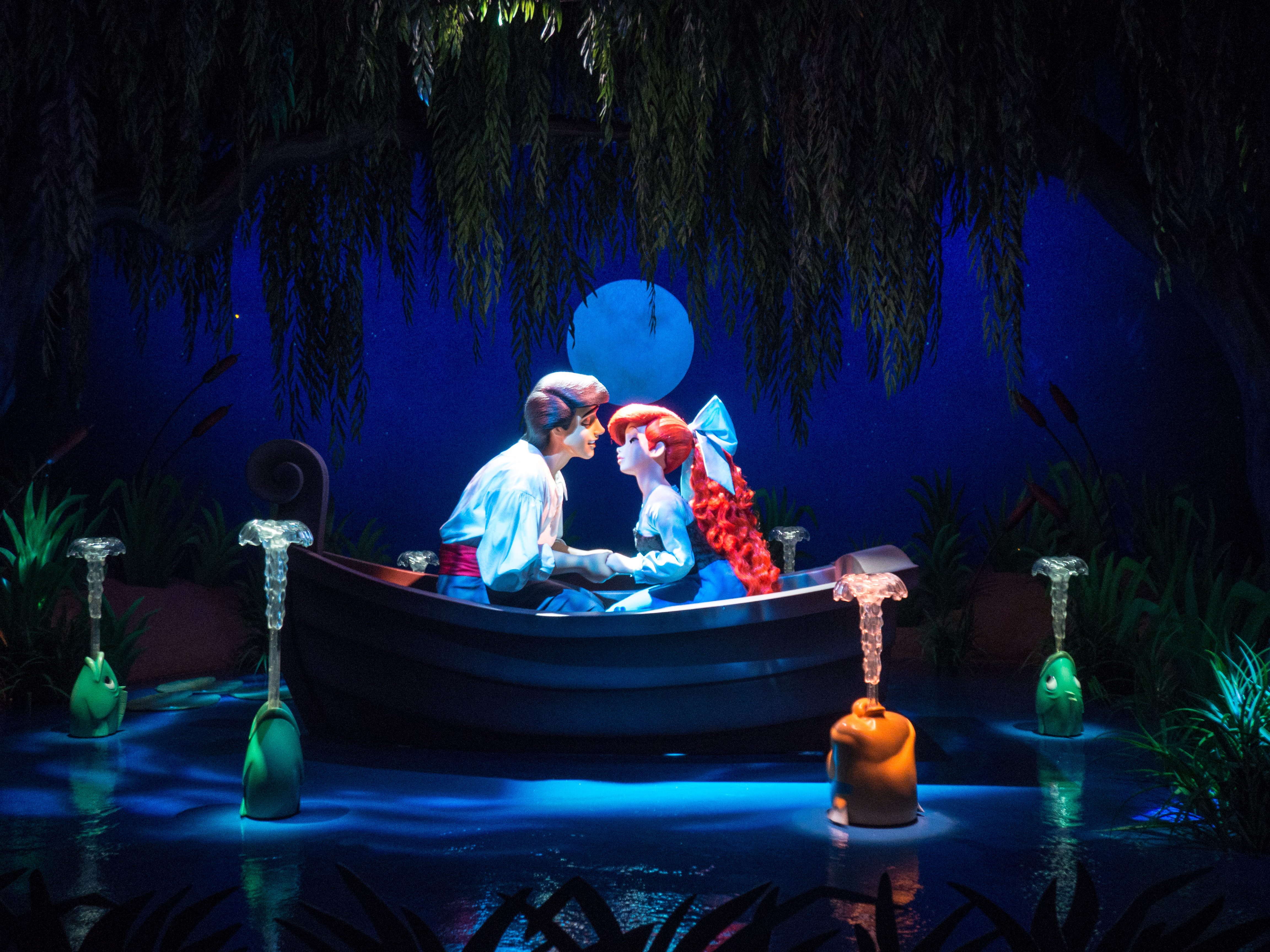
Animatronics van de Kleine Zeemeermin en prins Erik.
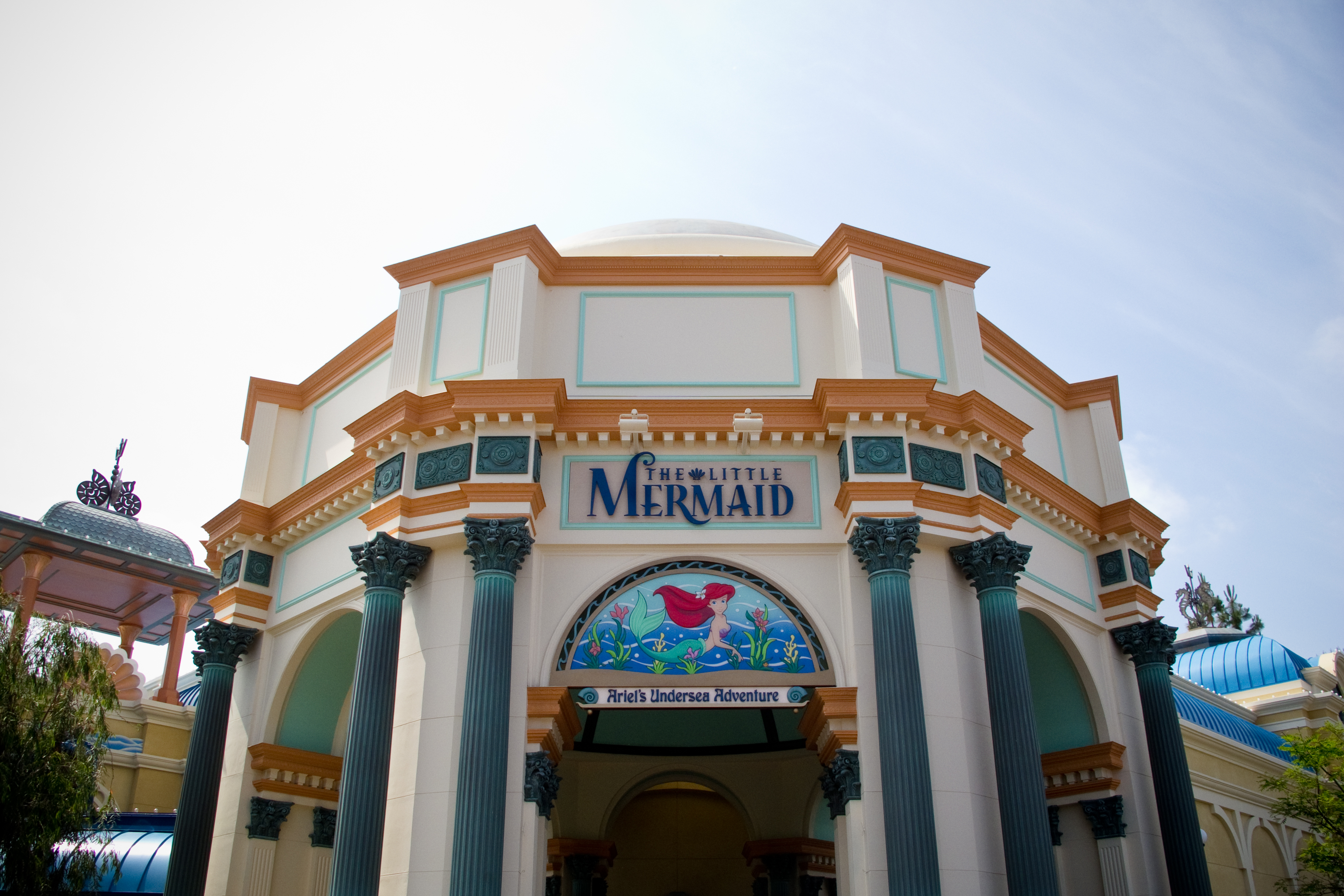
Entreegebouw in Disney California Adventure Park.
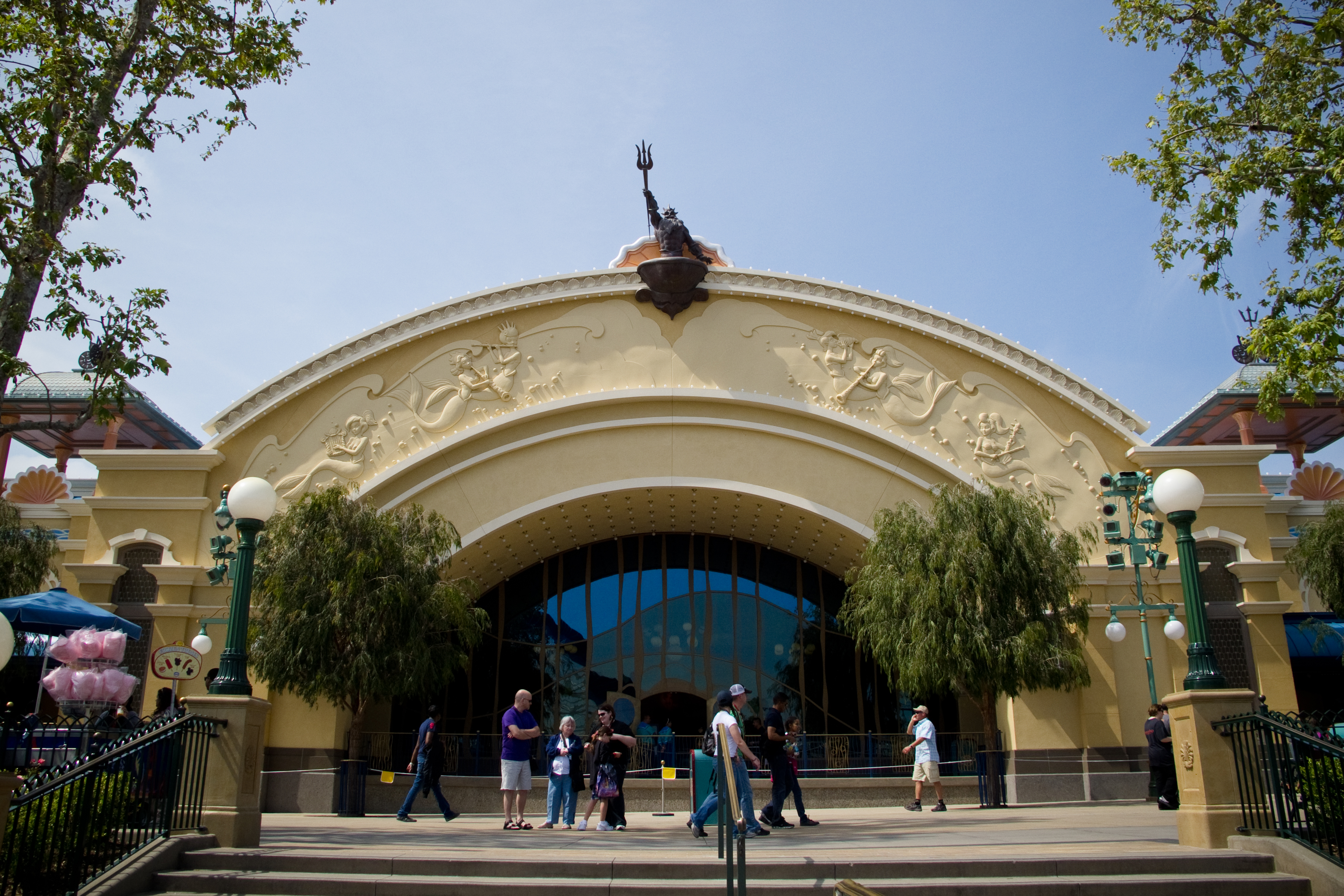
Exterieur van het gebouw in Disney's California Adventure. Gedecoreerd als aquarium.

Disneyland Resort · Lijst van attracties in Disney California Adventure Park
Walt Disney World Resort · Cinderella Castle · Lijst van attracties in Magic Kingdom · Afbeeldingen